# Sân vận động Jeju
Sân vận động Jeju (tiếng Hàn: 제주종합경기장) là một sân vận động đa năng ở Thành phố Jeju, tỉnh Jeju, Hàn Quốc. Sân hiện đang được sử dụng chủ yếu cho các trận đấu bóng đá. Đây là sân nhà của Jeju United thuộc K League 1 từ năm 2007 đến năm 2010. Sân vận động có sức chứa 20.053 người và được khánh thành vào năm 1968. Sân vận động này đã tổ chức trận đấu lượt đi vòng 16 đội AFC Champions League 2017 giữa Jeju United và Urawa Red Diamonds do sân nhà của Jeju United lúc đó đang được sử dụng cho Giải vô địch bóng đá U-20 thế giới 2017.